# I primi della lista
Pour plus de détails, voir Fiche technique et Distribution.
I primi della lista (en français Les premiers de la liste) 
est un film italien de Roan Johnson sorti en 2011. 
Le scénario écrit par Renzo Lulli, un des protagonistes du fait, raconte une histoire réelle des années 1970 : trois jeunes musiciens originaires de Pise, sympathisants de la gauche extra parlementaire : Pino Masi, Fabio Gismondi et Renzo Lulli.

## Synopsis
Le 1er juin 1970 à Pise le chanteur et militant d'extrême gauche Pino Masi croit qu'un coup d'état d'inspiration néofasciste est imminent. Croyant être classé parmi les principaux personnages à éliminer par le régime (Les premiers de la liste), il décide de s'enfuir avec ses deux jeunes compagnons Lulli et Gismondi. La rocambolesque fuite se termine aux confins de l'Autriche où les trois protagonistes arrêtés lors de leur tentative de forcer la douane, apprennent finalement que le coup d'état n'a pas eu lieu.

## Fiche technique
- Titre original : I primi della lista  (Les premiers de la liste)
- Titre français :
- Réalisation : Roan Johnson
- Scénario : Renzo Lulli
- Mise en scène : Davide Lantieri, Roan Johnson
- Décors : Mauro Vanzati
- Musique :
- Costumista : Andrea Cavalletto
- Photographie : Tommaso Borgstrom
- Montage : Marco Guelfi
- Production : Carlo Degli Espositi, Nora Barbieri, Conchita Airoldi, Patrizia Massa
- Société de distribution : Urania Pictures, Palomar
- Distributeur pour l'Italie : Cinecittà Luce
- Pays d'origine :  Italie
- Langue originale : italien
- Format couleur : 35 mm
- Genre : Comédie
- Durée : 85 minutes
- Date de sortie : 
  - Italie : 11 novembre 2011

## Acteurs
- Claudio Santamaria : Pino Masi
- Francesco Turbanti : Renzo Lulli
- Paolo Cioni : Fabio Gismondi
- Sergio Pierattini : Padre Lulli
- Daniela Morozzi : Mamma Lulli
- Fabrizio Brandi : Padre Gismondi

## Distribution
Le film est sorti en Italie en première distribution dans dix salles de huit provinces le 11 novembre 2011.